# Rhythm of Love
Rhythm of Love (с англ. — «Ритм любви») — третий студийный альбом австралийской певицы Кайли Миноуг, выпущенный 12 ноября 1990 года в Великобритании на лейбле PWL и 3 декабря того же года в Австралии на Mushroom Records. Запись пластинки началась в марте 1990 года и продолжалась до сентября. Основными продюсерами альбома выступили Сток, Эйткен и Уотерман. Миноуг также сотрудничала с рядом американских авторов и продюсеров, включая Кита Коэна, Стивена Брей и Майкла Джея. Певица начала принимать участие в написании песен: в Rhythm of Love вошли четыре композиции, соавтором которых является Миноуг.
Rhythm of Love — альбом в стиле танцевальной поп-музыки, отличающийся от ранних работ певицы в стиле бабблгам-поп. Композиции пластинки характеризуются более танцевальным звучанием, с её выходом образ Миноуг стал более раскрепощённым и сексуальным. Диск получил положительные отзывы музыкальных критиков, которые называли его лучшей работой исполнительницы в период её сотрудничества со Стоком, Эйткеном и Уотерманом. По сравнению с предыдущими альбомами Миноуг, Rhythm of Love оказался менее успешным в плане продаж: пластинка добралась до девятой строчки британского хит-парада, став таким образом первым студийным релизом певицы, не попавшим на первую строчку. В австралийском музыкальной рейтинге альбом закрепился на десятой позиции, что позволило ему стать третьей работой Миноуг, которой удалось войти в первую десятку данного чарта. Кроме того, Rhythm of Love попал в первую двадцатку хит-парадов Ирландии, Испании и Франции.
В качестве синглов из альбома были выпущены четыре композиции: «Better the Devil You Know», «Step Back in Time», «What Do I Have to Do» и «Shocked». Всем им удалось попасть в первую десятку хит-парадов Великобритании и Ирландии, что позволило Миноуг стать первой исполнительницей, 13 релизов которой попали в десятку лучших синглов ирландского чарта. В рамках промокомпании пластинки Миноуг выпустила ряд видеоклипов, вызвавших бурную реакцию в СМИ в связи с откровенными кадрами и провокационным образом певицы. Кроме того, Миноуг гастролировала по городам Австралии и Азии с концертной программой Rhythm of Love Tour. В 2015 году Rhythm of Love был переиздан в цифровом варианте в Великобритании, что позволило ему вернуться в общенациональный хит-парад страны.

## История создания
Летом 1988 года Кайли Миноуг закончила съёмки в последнем эпизоде сериала «Соседи», после чего переехала в Лондон, чтобы заняться музыкальным творчеством. Певица пыталась отойти от образа Шарлин Робинсон — своей героини из «Соседей», который, как она полагала, эксплуатировал её карьеру. В апреле 1989 года Миноуг получила главную роль Лолы Ловелл в австралийском фильме «Преступники» режиссёра Дэвида Томпсона. Она надеялась, что роль бунтарской деревенской девушки, перенёсшей аборт в подростковом возрасте, поможет ей утвердиться в качестве серьёзной актрисы. Съёмочный процесс, который Миноуг совмещала с записью второго студийного альбома Enjoy Yourself (1989), начался в мае того же года и продолжался около двух месяцев. Выпущенный в конце 1989 года, Enjoy Yourself получил смешанные отзывы критиков, некоторые из которых называли его «ещё одним альбомом Шарлин».
В сентябре 1989 года в Гонконге, во время гастролей в рамках тура Disco in Dream, у Миноуг завязались романтические отношения с Майклом Хатченсом — вокалистом австралийского рок-коллектива INXS. Певица познакомилась с ним ещё в июле 1987 года на церемонии Countdown Awards. В декабре 1989 года Миноуг рассталась со своим возлюбленным Джейсоном Донованом, с которым снималась в сериале «Соседи» и встречалась три года, сообщив ему о намерении разорвать отношения по телефону. В том же месяце Миноуг вместе с Майклом Хатченсом посетила премьеру фильма «Преступники» в Австралии; новость об отношениях пары привлекла пристальное внимание СМИ. Певица также приняла участие в записи рождественского благотворительного сингла «Do They Know It’s Christmas?», выпущенного с целью собрать средства в помощь голодающим в Эфиопии. Трек, спродюсированный Стоком, Эйткеном и Уотерманом, возглавил хит-парад Великобритании и занял девятое место в рейтинге самых продаваемых синглов в стране в 1989 году.

## Запись
В начале 1990-х годов в музыкальный мейнстрим начали проникать альтернативный рок и техно; Сток, Эйткен и Уотерман тем временем пытались найти свою целевую аудиторию. Продюсеры стали лучше узнавать поклонников своего творчества среди гей-сообщества, которое по-прежнему тепло принимало их поп-записи. По словам Майка Стока, «простые поп-песни о любви, жизни и чувствах» пользовались популярностью у женщин и частично у мужчин, в частности, у представителей ЛГБТ-сообщества. Учитывая изменения в публичном имидже Миноуг, продюсеры размышляли над концепцией будущего альбома певицы. Они решили немного отойти от стилистики предыдущих пластинок исполнительницы, чтобы поклонники от неё не отвернулись.
Работа над Rhythm of Love проходила весной и летом 1990 года. Миноуг приступила к записи диска в марте, после завершения австралийской части тура Enjoy Yourself Tour. В лондонской студии PWL проходила работа над треками «Better the Devil You Know», «What Do I Have to Do» и «Things Can Only Get Better»; песню «Better the Devil You Know» певица записывала в течение трёх часов. В конце июля, после окончательного завершения гастролей, вместе со Стоком, Эйткеном и Уотерманом Миноуг записала композиции «Step Back in Time», «Secrets», «Always Find the Time» и «Shocked». Работая над альбомом, продюсеры старались применить подход, соответствующий актуальным на тот момент тенденциям музыкального рынка. По словам Мэтта Эйткена, команда в основном ориентировалась на техно, полагая, что «простые поп-песни себя исчерпали». Поскольку Пит Уотерман в прошлом работал диджеем в гей-клубах, совладелец лейбла PWL Дэвид Хауэллс считал неизбежным появление в репертуаре Миноуг композиций в стиле клубной музыки. При этом, Майк Сток не был знаком с таким музыкальным направлением и во многом чувствовал себя отстранённым. Кроме того, продюсерской команде также пришлось обновить ритм-треки для своих песен, чтобы они соответствовали звучанию популярной драм-машины Roland TR-909. «Мы старались изо всех сил, чтобы песни звучали в духе того, что тогда делали все остальные, и в конце концов добились своей цели» — вспоминал Мэтт Эйткен.
На студийных сессиях записи альбома присутствовал Майкл Хатченс, который прослушивал черновые варианты треков и давал советы Миноуг по написанию песен. «[Майкл] очень помог мне и оказал на меня сильное влияние… Он побудил меня быть самой собой и всецело отдаваться процессу» — говорила Миноуг. Во время работы над пластинкой Миноуг стала больше контролировать творческий процесс. Она придумала множество визуальных идей, вдохновившись альбомом американской поп-певицы Мадонны Like a Prayer. Прежде чем приступить к записи диска, Миноуг попросила Стока, Эйткена и Уотермана разрешить ей поработать с другими продюсерами, на что трио согласилось. По воспоминаниям Пита Уотермана, исполнительница «ходила по клубам, встречала разных людей и слушала разные песни». «Я знал, что она захочет принимать участие [в творческом процессе]» — рассказывал Уотерман.
В марте 1990 года Миноуг отправилась в Лос-Анджелес, чтобы поработать с рядом других продюсеров. В ходе сессий с Китом Коэном, Майклом Джеем и Стивеном Бреем, сотрудничавшим с Мадонной, были записаны треки «The World Still Turns», «One Boy Girl», «Count the Days» и «Rhythm of Love», отмеченные авторским дебютом певицы. Вместе с Майклом Джеем певица работала над композицией «The World Still Turns» — первой песней, написанной ею в Лос-Анджелесе. По словам Миноуг, идея посотрудничать с Джеем пришла к ней после того, как она услышала одну из его композиций, которую он создал для американской певицы Мартики. В августе в коллаборации с Вилли Уилкоксом Миноуг написала трек «One Boy Girl», название для которого придумал Уилкокс. В первоначальной демо-версии этой песни звучал мужской речитатив, заменённый позже Китом Коэном на рэп-читку американской рэперши The Poetess. В соавторстве со Стивеном Брэем Миноуг написала композиции «Rhythm of Love» и «Count the Days»; во время записи «Rhythm of Love» Брэй придумал припев к «Count the Days», к которому певица вскоре написала куплеты. Сессии в Лос-Анджелесе проходили в студиях Trax Recording, Ultimo, Ground Control Studio, Scotland Yard, Larrabee Sound и Saturn Sound. Запись пластинки удалось завершить к сентябрю. Исполнительница гордилась песнями, написанными ею, и считала, что Rhythm of Love имеет для неё большее значение, чем предыдущие два альбома.

## Музыка и тексты песен
Rhythm of Love — альбом в стиле танцевальной поп-музыки, разительно отличающийся от ранних работ певицы в стиле бабблгам-поп. Композиции пластинки характеризуются более танцевальным звучанием, в их инструментале, в частности, преобладают саксофон и гитара. Обозреватель журнала Select Эндрю Харрисон высказал мнение, что большая часть песен альбома напоминают значительно преобразованный хаус Стока, Эйткена и Уотермана. По словам Марка Эндрюса из Smash Hits, Rhythm of Love не настолько сильно отличается от предыдущих альбомов певицы, насколько мог бы, поскольку большинство танцевальных мелодий в нём звучит знакомо, при этом рецензент назвал его «отличной» поп-работой. Ник Левин с сайта Digital Spy подчеркнул, что пластинка представляет собой «всю ту же раннюю весёлую поп-музыку Кайли, но здесь определённо есть прогресс: немного более танцевальное звучание, больше саксофона, гитар, речитатива, а также треки спродюсированные не Стоком, Эйткеном и Уотерманом». Корреспондент Herald Sun Кэмерон Адамс отметила, что Rhythm of Love — первый альбом Кайли Миноуг, с помощью которого была предпринята попытка привнести элементы R&B в творчество исполнительницы. Джон Лайонс из The Sydney Morning Herald отметил, что композиции диска имеют более «американское звучание» благодаря элементам фанка и рэпа.
Альбом начинается с трека «Better the Devil You Know» — песней в стиле танцевальной поп-музыки с влиянием уорлдбита; она повествует о том, как лирическая героиня борется с недостатками своего возлюбленного. Авторы композиции — Сток, Эйткен и Уотерман — посвятили её отступлению Миноуг от образа из сериала «Соседи» и отношениям певицы с Майклом Хатченсом, широко освещаемым на тот момент в СМИ. Обозреватель сайта PopMatters Джо Суини сравнил вокальное исполнение Миноуг с исполнением Мадонны. «Step Back in Time» — песня в стиле диско, в которой затрагивается тема любви к музыке. Композиция отдаёт дань уважения диско 1970-х годов; в ней содержатся отсылки к названию знаковых композиций того времени, а также не указанные в кредитах семплы из песен Бобби Берда «Hot Pants — I’m Coming, Coming, I’m Coming» (1972) и группы B. T. Express «Give Up the Funk (Let’s Dance)» (1980). Кэмерон Адамс отметила, что «Step Back in Time» выдержана в духе работ Motown, Hi-NRG и «Студии 54», а также высказала мнение, что этот трек, возможно, «проложил дорогу» к последующим композициям певицы в стиле диско. Влияние на «What Do I Have to Do» оказал рейв. Песню сравнивали с синглами «Vogue» (1990) Мадонны, «Ride on Time» (1989) группы Black Box и «Groove Is in the Heart» (1990) коллектива Deee-Lite. Лирическая героиня этой композиции признаётся в любви мужчине; в песне содержится строчка: «Уже не в первую ночь / Тебя нет в моих объятиях / Это постоянно у меня на уме / Но только не в моей постели».
Композиция «Secrets» имеет сходство с ранним творчеством Оливии Ньютон-Джон и композициями из предыдущего альбома Миноуг Enjoy Yourself (1989). Трек повествует об уязвимости героини по отношению к возлюбленному; девушка боится, что её секреты вынудят уйти её молодого человека. «Always Find The Time» — песня в быстром темпе, в которой используется семпл из композиции американского женского коллектива Mary Jane Girls «Candy Man» (1983), написанной Риком Джеймсом. Джереми Марк из журнала Number One отметил, что трек «The World Still Turns» представляет собой «единственную реальную попытку создать балладу в альбоме», при том, что его темп «не особенно медленный и вкрадчивый». В песне говорится о том, как двигаться дальше после неудачных отношений. В композиции «Shocked», седьмом по счёту треке в альбоме, рассказывается об удивлении лирической героини, осознавшей, что она серьёзно влюблена. Песня имеет танцевальное звучание, в ней используются электрогитары и диско-ритм. В «One Boy Girl» ритмичный нью-джек-свинг сочетается с элементами хауса, в композиции также содержатся быстрые танцевальные ритмы; песня включает в себя диалог в форме речитатива между Миноуг и рэпершей The Poetess, которая не указана в кредитах.
«Things Can Only Get Better» — песня в стиле танцевальной музыки, влияние на которую оказал саундтрек к фильму «Лихорадка субботнего вечера» (1977); в ней поётся о стремлении осуществить свои мечты. Эндрю Харрисон из Select сравнил эту композицию с треком группы New Order «Vanishing Point» из их пятого альбома Technique (1989). Песню «Count the Days», написанную Миноуг в соавторстве со Стивеном Брэем, певица посвятила своим отношениям с Майклом Хатченсом. Ряд обозревателей назвали «Count the Days» одой отношениям на расстоянии. «Очевидно, что нам [с Майклом] очень сложно встречаться, ведь мы оба очень заняты» — говорила Миноуг. По мнению Иэна Уэйда, влияние на поп-композицию оказало творчество Мадонны; рецензент также подчеркнул, что трек вполне бы мог войти в альбом американской исполнительницы True Blue. Весёлая мелодия «Count the Days» напомнила Марку Джереми сингл Мадонны «Everybody» (1982) и ранние работы Полы Абдул. Заглавный трек пластинки, которым она заканчивается, Джереми назвал «романтическим произведением в духе Мадонны», в то время как Иэн Уэйд сравнил его с композицией Джанет Джексон «Rhythm Nation» (1989).

## Обложка и релиз

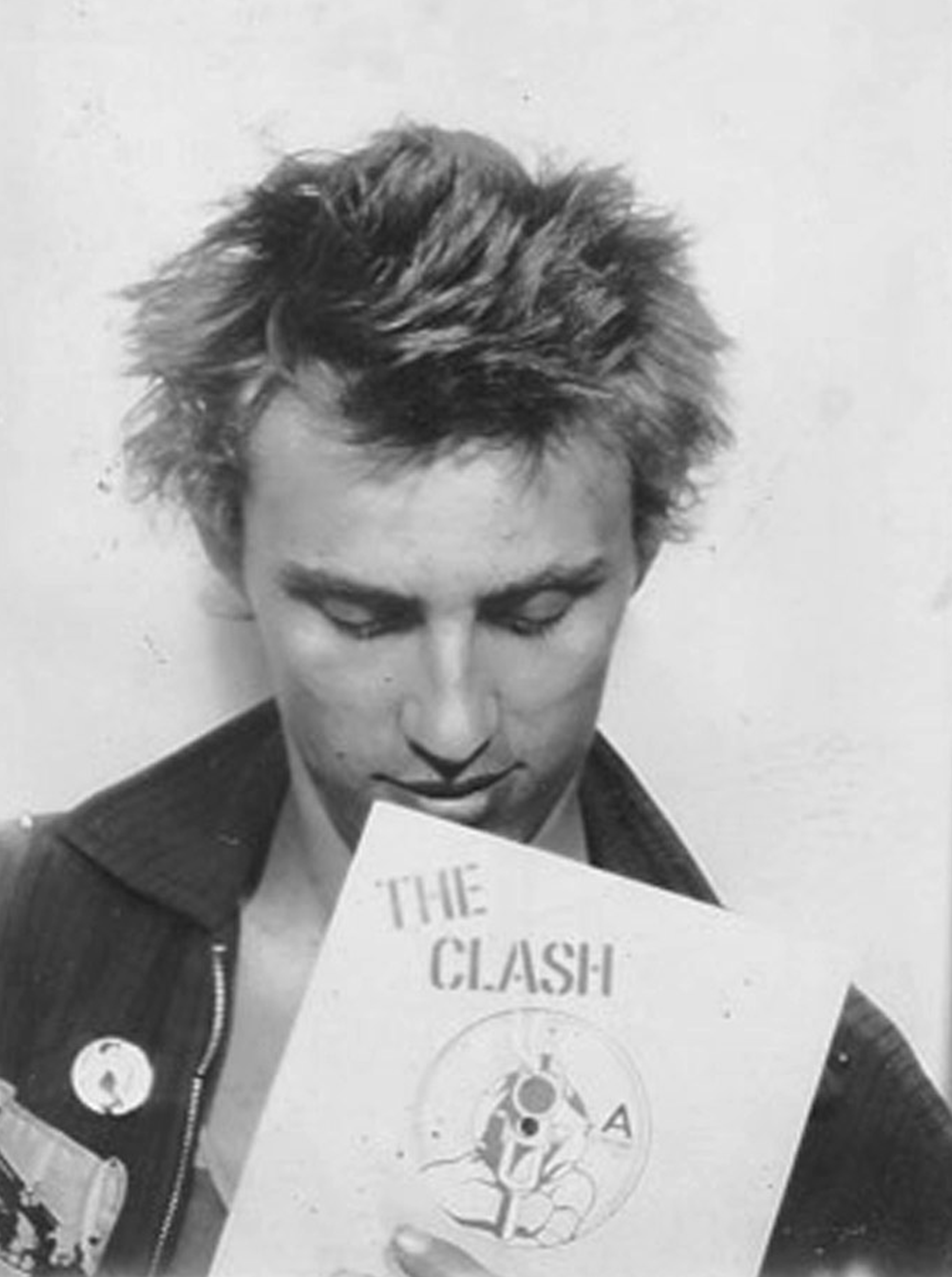
Британский художник сделал дизайн для обложки альбома и снял клип на песню «Step Back in Time».

Изображение для обложки альбома сделал австралийский фотограф Маркус Морианц. На снимке Миноуг одета в короткую белую блузку, оголяющую её талию, руки певицы заложены за голову. Кристиан Гилтенан из журнала Classic Pop высказал мнение, что соблазнительная поза исполнительницы представляет «более свободную и, разумеется, более сексуально раскрепощённую» натуру, нежели её предыдущий образ. Обозреватель сайта Idolator Робби До отметил, что обложка «приняла резкий поворот в сторону сексуальности». Британский художник Ник Иган, ранее сотрудничавший с группами Duran Duran и INXS, вместе с дизайнером Эриком Ройнестадом занимался оформлением обложки. Фотосессия для Rhythm of Love проходила в Лос-Анджелесе в октябре 1990 года; на снимках, используемых в буклете диска, изображена Миноуг, которая находится посреди пустыни. Певица одета в чёрный короткий леотард и белый перьевой костюм. В 2004 году купальник с фотосессии, разработанный Аззедином Алайей, а также сапоги Миноуг передала Центру искусств Мельбурна в рамках программы культурных подарков. За месяц до выпуска альбома в Великобритании снимки, сделанные для оформления буклета, появились в шестистраничном развороте журнала Smash Hits; в том же номере Миноуг рассказала об изменениях в своём образе: «Я повзрослела. Я стала более женственной! Я думаю, что моя эпатажность в каком-то смысле долгое время подавлялась и теперь она начинает проявляться!».
Rhythm of Love вышел 12 ноября 1990 года в Великобритании на лейбле PWL и 3 декабря в Австралии на Mushroom Records. Кроме того, в 1990 году в поддержку гастрольного тура в Австралии было выпущено коллекционное издание пластинки, которое включало в себя три бонус-трека и золотую обложку. Этот вариант альбома вскоре вышел в Великобритании, его также часто называют «золотым изданием». В 1990 году в поддержку сингла «Shocked» в Австралии выпустили ещё одно издание в специальной упаковке. 15 декабря 1990 года лейбл PWL осуществил релиз диска в Японии. В 1993 и 1995 годах альбом в этой стране был дважды переиздан компанией WEA, а в 2012 году PWL анонсировал собственное переиздание диска, включавшее в себя бонус-треки и ремиксы. В июле 1992 года в Японии вышел сборник ремиксов на песни из Rhythm of Love и четвёртого альбома Миноуг Let's Get to It (1991), получивший название Kylie’s Remixes: Vol. 2. Компиляция добралась до 90-й позиции в японском хит-параде, и к 2006 году её продажи в этой стране составили 7 330 экземпляров. В 1993 году Kylie’s Remixes: Vol. 2 вышел в Австралии. В 1998 году для австралийского рынка был выпущен ремиксовый альбом Greatest Remix Hits 4, в который, в частности, вошла неизданная песня из Rhythm of Love «I Am the One for You», написанная Миноуг, Филом Хардингом и Иэном Карноу.
После того, как второй студийный альбом Миноуг Enjoy Yourself (1989) потерпел неудачу в плане продаж в США, американская звукозаписывающая компания Geffen Records отказалась от дальнейшего сотрудничества с певицей. Впоследствии рекорд-лейбл MCA Records отказался выпускать Rhythm of Love на территории Соединённых Штатов; композицию «Better the Devil You Know» изначально рассматривали в качестве саундтрека к новому американскому фильму, но в конечном итоге она в нём так и не прозвучала. Сингл и видеоклип «Shocked» также не были выпущены в США в связи с тем, что их сочли неподходящими для американского рынка. В октябре 2014 года было объявлено о том, что PWL совместно с британским независимым лейблом Cherry Red Records планирует переиздать Rhythm of Love наряду с тремя другими альбомами певицы: Kylie, Enjoy Yourself и Let’s Get to It. Обновлённые версии пластинок изначально предполагалось выпустить 27 октября 2014 года, но дату релиза вскоре перенесли на 9 февраля 2015-го. Альбомы были оцифрованы с оригинальных студийных магнитофонных лент, и после ремастеринга стали доступны на виниле, CD и DVD. Таким образом, эти пластинки впервые вышли в Великобритании с момента их первоначального релиза в конце 1980-х — начале 1990-х годов.

## Продвижение

### Тур
С февраля по март 1991 года Миноуг гастролировала по городам Австралии и Азии с концертной программой Rhythm of Love Tour, спонсором которой выступила компания Кока-кола. Тур вызвал бурную реакцию критиков, сравнивавших его с гастрольным туром Мадонны Blond Ambition World Tour, во многом из-за провокационных танцевальных движений и нарядов Миноуг. «Мадонна определённо оказала на меня влияние, как и на многих людей, мужчин и женщин… Я, конечно, не пытаюсь подражать Мадонне. Я продолжаю развивать свой собственный стиль» — говорила Миноуг. В 2004 году певица передала в Мельбурнский центр искусств четыре наряда, в которых выступала на концертах.

### Синглы

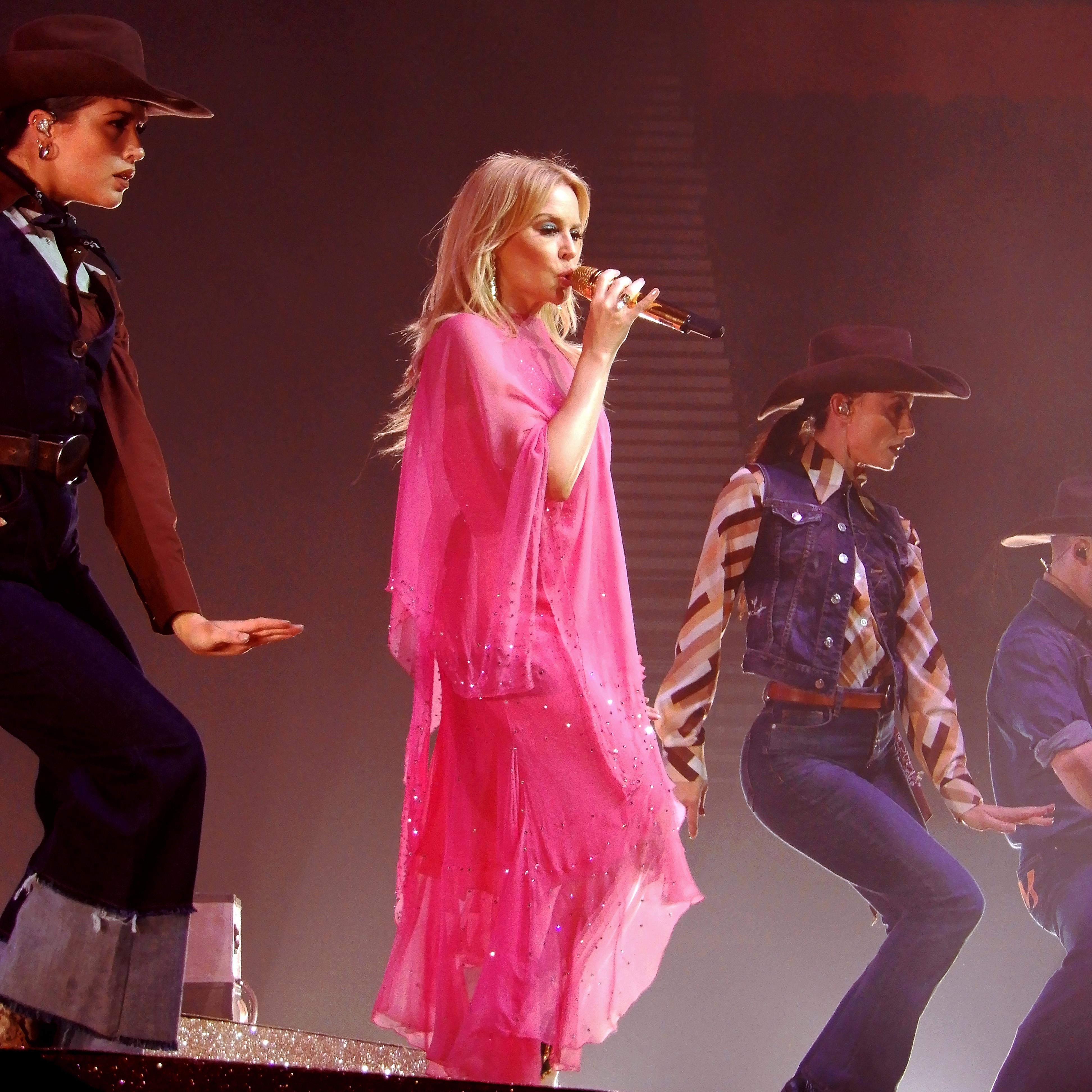
Кайли Миноуг исполняет композицию «Better the Devil You Know» на концерте в рамках тура Golden Tour (2018—19)

В качестве синглов из альбома было выпущено четыре композиции, которые в прессе иногда называют «золотым квартетом». Ведущим синглом стала песня «Better the Devil You Know», выпущенная 30 апреля 1990 года. В начале того же года в Мельбурне в течение двух дней проходили съёмки видеоклипа под руководством Пола Голдмана. Видео вызвало бурную реакцию, многие критики сочли его слишком откровенным. «Better the Devil You Know» стала пятым синглом Миноуг, добравшимся до второй строчки британского чарта; песня находилась на этой позиции две недели подряд. В дальнейшем трек попал в первую пятёрку хит-парадов Австралии, Бельгии и Ирландии.
22 октября 1990 года состоялся релиз второго сингла «Step Back in Time». Песня дебютировала под восьмым номером в австралийском хит-параде, поднявшись до пятой строчки на следующей неделе. В британском чарте трек стартовал с девятой позиции и через неделю закрепился на четвёртом месте. «Step Back in Time» — второй сингл Миноуг, добравшийся до четвёртой строчки ирландского хит-парада. Съёмки клипа на эту композицию проходили в Лос-Анджелесе под руководством Ника Игана за месяц до релиза сингла; это первая работа в видеографии певицы, снятая в США. В видео Миноуг отдаёт дань уважения культуре 1960-х и 1970-х годов; в начале видео исполнительница вставляет магнитофонную кассету 8-Track в стереосистему, после чего следует ряд из сцен, в которой певица танцует на фоне городских пейзажей. Вместе с танцорами она также проезжает по Лос-Анджелесу в красном автомобиле Cadillac.
Третьим синглом с Rhythm of Love стал ремикс на песню «What Do I Have to Do», выпущенный 21 января 1991 года. Изначально эта композиция должна была выйти сразу после «Better the Devil You Know». Съёмки видео, снятого в преимущественно в чёрно-белых тонах, проходили в декабре 1990 года в Лондоне под руководством Дэйва Хогана. В клипе снялась сестра певицы Данни Миноуг с целью развеять слухи о вражде между ней и Кайли. Манекенщик Зейн О’Коннелл, с которым позже у Миноуг завязались романтические отношения, также сыграл в видео небольшую роль. Субботние утренние телешоу в Великобритании ставили в эфир цензурную версию клипа, поскольку в оригинальном ролике присутствовали откровенные сцены. «What Do I Have to Do» — первый сингл Миноуг, которому не удалось попасть в первую десятку хит-парада Австралии; песня закрепилась в этом чарте на 11-й строчке. Композиция также не попала в первую пятёрку британского музыкального рейтинга, добравшись только до шестой позиции. Трек занял шестое место в чарте Ирландии, став таким образом третьим синглом Миноуг с Rhythm of Love, закрепившимся в первой десятке хит-парада этой страны.
В качестве четвёртого и последнего сингла с пластинки вышла песня «Shocked», релиз которой состоялся 20 мая 1991 года. Британская продюсерская команда DNA сделала ремикс на этот трек; он включает в себя речитатив, написанный и исполненный рэпершей Jazzi P. Съёмки клипа, снятого Дэвидом Хоганом, проходили 24 и 25 апреля в британской студии Pinewood на территории административного участка Ивер. В видео вновь снялся Зейн О’Коннелл, исполнив роль возлюбленного певицы. «Shocked» закрепилась на шестой строчке британского хит-парада, что позволило Миноуг стать первой исполнительницей, 13 релизов которой попали в первую десятку данного музыкального рейтинга. Песня также заняла второе место в ирландском чарте и седьмое — в австралийском.

## Восприятие

### Реакция критиков
| Оценки критиков               | Оценки критиков |
| Источник                      | Оценка          |
| ----------------------------- | --------------- |
| AllMusic                      | [ 27 ]          |
| Digital Spy                   | [ 29 ]          |
| Encyclopedia of Popular Music | [ 81 ]          |
| PopMatters                    | [ 35 ]          |
| Select                        | [ 31 ]          |
| Smash Hits                    | [ 32 ]          |

Rhythm of Love получил положительные отзывы критиков, многие из которых называли его лучшей работой Миноуг в период сотрудничества со Стоком, Эйткеном и Уотерманом. Обозреватель сайта AllMusic Крис Тру подчеркнул, что по сравнению с предыдущими работами певицы эта пластинка «повзрослела семимильными шагами», высоко оценив тексты песен, продюсирование и уверенный вокал Миноуг. Рецензент Digital Spy Ник Левин назвал Rhythm of Love лучшим альбомом Миноуг и отметил, что таковым он является благодаря синглам. Джереми Марк из журнала Number One высоко оценил запоминающиеся композиции пластинки и назвал «Step Back in Time» и «Better the Devil You Know» лучшими синглами певицы.
По словам обозревателя сайта PopMatters Джо Суини, «природной харизме и недооценённым вокальным данным» Миноуг в этом альбоме удалось раскрыться и продюсеры сделали «большой шаг в верном направлении». Эндрю Харрисон из журнала Select раскритиковал «бесполезное», по его мнению, сотрудничество певицы с другими продюсерами, однако обратил внимание на попытку «заново утвердить Миноуг среди королев тин-попа». Rhythm of Love — один из трёх альбомов Миноуг, помимо Light Years (2000) и Fever (2001), которому британский автор Колин Ларкин из «Энциклопедии популярной музыки» поставил четыре звезды из пяти возможных, что соответствует в его критериях значимости «качественной» записи.
В ретроспективных обзорах критики отзывались об альбоме как о поворотной точке в карьере Миноуг. Иэн Уэйд и Оливер Хантер из журнала Classic Pop отметили, что пластинка продемонстрировала композиторские способности певицы, и назвали её «недооценённой классикой, которая полностью заслуживает своего внимания». В 2018 году корреспондент электронного журнала Slant Сэл Чинквемани отозвался о Rhythm of Love как о самом сильном альбоме Миноуг, выпущенном на лейбле PWL. Рецензент высоко оценил удачный выбор синглов и подчеркнул, что диск «впервые позволил певице оказаться если не в одном ряду, то где-то рядом с её конкурентками в чартах». Эрнест Масиас из Entertainment Weekly в обзоре 2018 года высказал мнение, что альбом впервые представил Миноуг в качестве «поп-иконы, которой движет её ангельский голос, чувственные видеоклипы, элегантный стиль одежды и неповторимое танцевальное звучание». Музыкальный критик Квентин Харрисон в своей рецензии, посвящённой 30-летию пластинки, назвал её «ярким и красочным портретом юной девушки, только начинающей раскрывать своё творческое начало», а также большим прогрессом в её музыке и внешнем виде.

### Коммерческий успех
По сравнению с предыдущими альбомами Миноуг, Rhythm of Love оказался менее успешным в плане продаж. Диск дебютировал и закрепился на девятой строчке британского хит-парада, что позволило ему стать третьей пластинкой певицы подряд, попавшей в первую десятку данного чарта, и её первым студийным релизом, которому не удалось добраться до первого места. На следующей неделе альбом опустился на 16-ю позицию и продержался в первой двадцатке хит-парада в общей сложности пять недель. В июне 1991 года Rhythm of Love вернулся в британский музыкальный рейтинг, заняв 62-е место, и пробыл в нём ещё три недели. 6 декабря 1990 года Британская ассоциация производителей фонограмм (BPI) отметила диск золотой сертификацией за 100 000 проданных экземпляров. К марту 1991 года в Великобритании было продано 300 000 экземпляров пластинки; по словам генерального менеджера PWL Тиллера Резерфорда, по сравнению с предыдущими релизами певицы продажи Rhythm of Love «не оправдали ожиданий». 15 февраля 2015 года, после переиздания, альбом вновь вернулся в британский хит-парад, закрепившись в нём на 96-й строчке. По данным журнала Music & Media, 28 октября 1990 года Rhythm of Love занял вторую позиции в ирландском чарте.
В музыкальном хит-параде Австралии альбом дебютировал под 17-м номером; на следующей неделе он поднялся до 13-й позиции, однако позже опустился на несколько строчек вниз. В период гастрольного тура Rhythm of Love Tour, 10 марта 1991 года диск закрепился в чарте на десятом месте, что позволило ему стать третьим студийном релизом певицы, попавшим в первую десятку австралийского музыкального рейтинга, спустя четыре месяца после выхода в свет. В том же году Австралийская ассоциация звукозаписывающих компаний (ARIA) присвоила альбому платиновый статус, его продажи в этой стране превысили 70 000 экземпляров. Rhythm of Love продержался неделю в новозеландском музыкальном рейтинге на 36-й позиции. В шведском чарте диску удалось закрепиться на 44-м месте, а через неделю он вылетел из хит-парада. В Испании пластинка добралась до 26-й позиции и продержалась в рейтинге Promusicae десять недель; вскоре в этой стране ей был присвоен золотой статус, её продажи превысили 50 000 экземпляров. Во Франции альбом закрепился на 25-м месте и позже стал 79-м наиболее продаваемым диском в стране в 1991 году. В японском хит-параде пластинка заняла 32-ю строчку, к 2006 году её продажи в Японии составили 67 000 экземпляров.

## Список композиций
Авторами и продюсерами всех композиций являются Сток, Эйткен и Уотерман, если не указано иное.
| №                   | Название                     | Автор(ы)                                         | Продюсер(ы)         | Длительность |
| ------------------- | ---------------------------- | ------------------------------------------------ | ------------------- | ------------ |
| 1.                  | «Better the Devil You Know»  |                                                  |                     | 3:52         |
| 2.                  | «Step Back in Time»          |                                                  |                     | 3:05         |
| 3.                  | «What Do I Have to Do»       |                                                  |                     | 3:44         |
| 4.                  | «Secrets»                    |                                                  |                     | 4:06         |
| 5.                  | «Always Find the Time»       | Майк Сток, Мэтт Эйткен, Пит Уотерман, Рик Джеймс |                     | 3:36         |
| 6.                  | «The World Still Turns»      | Кайли Миноуг, Майкл Джей, Марк Леггетт           | Джей                | 4:00         |
| 7.                  | «Shocked»                    |                                                  |                     | 4:48         |
| 8.                  | «One Boy Girl»               | Миноуг, Вилли Уилкокс                            | Кит Коэн            | 4:35         |
| 9.                  | «Things Can Only Get Better» |                                                  |                     | 3:57         |
| 10.                 | «Count the Days»             | Миноуг, Стивен Брей                              | Брей, Коэн          | 4:23         |
| 11.                 | «Rhythm of Love»             | Миноуг, Брей                                     | Брей, Коэн          | 4:13         |
| Общая длительность: | Общая длительность:          | Общая длительность:                              | Общая длительность: | 44:28        |

| №   | Название                                          | Автор(ы)                                | Продюсер(ы)                          | Длительность |
| --- | ------------------------------------------------- | --------------------------------------- | ------------------------------------ | ------------ |
| 12. | «Step Back in Time» (Walkin' Rhythm mix)          |                                         |                                      | 7:55         |
| 13. | «What Do I Have to Do» (Between the Sheets remix) |                                         | Сток, Эйткен и Уотерман, Пит Хаммонд | 7:08         |
| 14. | «Shocked» (DNA mix)                               | Сток, Эйткен, Уотерман, Паулина Беннетт | Сток, Эйткен, Уотерман, DNA          | 3:10         |

| №   | Название                                          | Продюсер(ы)                     | Длительность |
| --- | ------------------------------------------------- | ------------------------------- | ------------ |
| 12. | «Better the Devil You Know» (U.S. remix)          | Сток, Эйткен, Уотерман, Коэн    | 6:03         |
| 13. | «Step Back in Time» (Walkin' Rhythm mix)          |                                 | 7:55         |
| 14. | «What Do I Have to Do» (Between the Sheets remix) | Сток, Эйткен, Уотерман, Хаммонд | 7:08         |

| №  | Название                          | Автор(ы)                        | Продюсер(ы)                                     | Длительность |
| -- | --------------------------------- | ------------------------------- | ----------------------------------------------- | ------------ |
| 1. | «Shocked» (DNA mix)               | Сток, Эйткен, Уотерман, Беннетт | Сток, Эйткен, Уотерман, DNA                     | 3:10         |
| 2. | «Shocked» (DNA 12" mix)           | Сток, Эйткен, Уотерман, Беннетт | Сток, Эйткен, Уотерман, DNA                     | 6:20         |
| 3. | «Shocked» (Harding/Curnow 7" mix) |                                 | Сток, Эйткен, Уотерман, Фил Хардинг, Пит Карноу | 3:18         |

| №   | Название                                             | Длительность |
| --- | ---------------------------------------------------- | ------------ |
| 12. | «Better the Devil You Know» (The Mad March Hare Mix) | 7:09         |

| №   | Название                                      | Автор(ы)                        | Продюсер(ы)                       | Длительность |
| --- | --------------------------------------------- | ------------------------------- | --------------------------------- | ------------ |
| 12. | «Better the Devil You Know» (Dave Ford Remix) |                                 | Сток, Эйткен, Уотерман, Дэйв Форд | 5:49         |
| 13. | «Step Back in Time» (Tony King Mix)           |                                 | Сток, Эйткен, Уотерман, Тони Кинг | 7:29         |
| 14. | «What Do I Have to Do» (12" Mix)              |                                 |                                   | 7:09         |
| 15. | «Shocked» (DNA 12" Mix featuring Jazzi P)     | Сток, Эйткен, Уотерман, Беннетт | Сток, Эйткен, Уотерман, DNA       | 6:14         |
| 16. | «One Boy Girl» (12" Mix)                      | Миноуг, Уилкокс                 | Коэн                              | 4:56         |
| 17. | «Things Can Only Get Better» (Original Mix)   |                                 |                                   | 3:36         |

| №   | Название                                         | Автор(ы)                        | Продюсер(ы)                 | Длительность |
| --- | ------------------------------------------------ | ------------------------------- | --------------------------- | ------------ |
| 12. | «Better the Devil You Know» (Mad March Hare Mix) |                                 |                             | 7:08         |
| 13. | «Step Back in Time» (Walkin' Rhythm Mix)         |                                 |                             | 8:00         |
| 14. | «What Do I Have to Do» (Pumpin' Mix)             |                                 |                             | 7:47         |
| 15. | «Shocked» (DNA 12" Mix featuring Jazzi P)        | Сток, Эйткен, Уотерман, Беннетт | Сток, Эйткен, Уотерман, DNA | 6:14         |
| 16. | «Things Can Only Get Better» (Original Mix)      |                                 |                             | 3:36         |

| №   | Название                                        | Автор(ы)                | Продюсер(ы)                             | Длительность |
| --- | ----------------------------------------------- | ----------------------- | --------------------------------------- | ------------ |
| 1.  | «Better the Devil You Know» (Dave Ford Mix)     |                         | Сток, Эйткен, Уотерман, Форд            | 5:50         |
| 2.  | «Step Back in Time» (Tony King Mix)             |                         | Сток, Эйткен, Уотерман, Кинг            | 7:30         |
| 3.  | «What Do I Have to Do» (Between the Sheets Mix) |                         | Сток, Эйткен, Уотерман, Форд            | 7:05         |
| 4.  | «Shocked» (Harding/Curnow 12" Mix)              |                         | Сток, Эйткен, Уотерман, Карноу          | 7:32         |
| 5.  | «Better the Devil You Know» (Alternative Mix)   |                         |                                         | 3:20         |
| 6.  | «I Am the One for You»                          | Миноуг, Хардинг, Карноу | Хардинг, Карноу                         | 3:12         |
| 7.  | «What Do I Have to Do» (Billy the Fish Mix)     |                         |                                         | 7:31         |
| 8.  | «Better the Devil You Know» (U.S. Remix)        |                         |                                         | 6:03         |
| 9.  | «One Boy Girl» (12" Mix)                        | Миноуг, Уилкокс         | Коэн                                    | 4:57         |
| 10. | «Shocked» (Harding/Curnow 7" Mix)               |                         | Сток, Эйткен, Уотерман, Хардинг, Карноу | 3:19         |
| 11. | «Things Can Only Get Better» (12" Mix)          |                         |                                         | 7:12         |
| 12. | «What Do I Have to Do» (Sax on the Beach Mix)   |                         |                                         | 8:55         |
| 13. | «Step Back in Time» (Big Shock Mix)             |                         | Сток, Эйткен, Уотерман, Стив Андерсон   | 6:38         |

| №   | Название                                                               | Длительность |
| --- | ---------------------------------------------------------------------- | ------------ |
| 1.  | «Better the Devil You Know» (Видеоклип)                                |              |
| 2.  | «Step Back in Time» (Видеоклип)                                        |              |
| 3.  | «What Do I Have to Do» (Видеоклип)                                     |              |
| 4.  | «Shocked» (Видеоклип)                                                  |              |
| 5.  | «Better the Devil You Know» (Закулисные съёмки, бонус)                 |              |
| 6.  | «Step Back in Time» (Закулисные съёмки, бонус)                         |              |
| 7.  | «What Do I Have to Do» (Закулисные съёмки, бонус)                      |              |
| 8.  | «Better the Devil You Know» (Выступление на Going Live!)               |              |
| 9.  | «Better the Devil You Know» (Выступление на Top of the Pops)           |              |
| 10. | «Better the Devil You Know» (Выступление на Christmas Top of the Pops) |              |
| 11. | «Step Back in Time» (Выступление на Going Live!)                       |              |
| 12. | «Step Back in Time» (Выступление на Top of the Pops)                   |              |
| 13. | «Shocked» (Выступление на Top of the Pops)                             |              |

Примечания
- «Step Back in Time» включает в себя не указанные в кредитах семплы из композиций Бобби Берда[англ.] «Hot Pants – I'm Coming, Coming, I'm Coming», написанной Джеймсом Брауном, и группы B. T. Express «Give Up the Funk (Let's Dance)», написанной B. T. Express и Карлосом Уордом[англ.].
- «Always Find the Time» включает в себя семпл из композиции группы Mary Jane Girls[англ.] «Candy Man», написанной Риком Джеймсом.
- «One Boy Girl» включает в себя речитатив, исполненный американской рэп-исполнительницей The Poetess (в кредитах не указана).

## Участники записи
Информация адаптирована из буклета альбома Rhythm of Love.

| - Кайли Миноуг — основной вокал, бэк-вокал - Мэтт Эйткен — гитара, клавишные, аранжировки - Джон Дефария — гитара - Стивен Брей — клавишные, продюсирование - Клод Годетт — клавишные, аранжировки - Майк Сток — клавишные, аранжировки - Джим Оппенгейм — саксофон - Майкл Джей — программирование ударных, аранжировки, продюсирование - Марк Леггетт — программирование ударных - Макси Андерсон — бэк-вокал - Пегги Блу — бэк-вокал - Джоуи Диггс — бэк-вокал - Элис Эхолс — бэк-вокал | - Мэй Маккенна — бэк-вокал - Мириам Стокли — бэк-вокал - Линда Тейлор — бэк-вокал - Кит «KC» Коэн — продюсирование, сведение, звукозапись - Пит Уотерман — аранжировки - Питер Дэй — звукозапись - Карен Хьюитт — звукозапись - Джон Чемберлин — ассистент при звукозаписи - Маурисио Герреро — ассистент при звукозаписи - Кимм Джеймс — ассистент при звукозаписи, ассистент при продюсировании - Сильвия Масси — ассистент при звукозаписи, ассистент при сведении - Митч Железный — ассистент при звукозаписи - Ник Иган — арт-директор, дизайн |

## Позиции в чартах
| Год  | Чарт                                       | Высшая позиция | Пребывание в чарте |
| ---- | ------------------------------------------ | -------------- | ------------------ |
| 1990 | Австралия (ARIA Charts)                    | 10             | 20 недель          |
| 1990 | Великобритания (UK Albums Chart)           | 9              | 22 недели          |
| 1990 | Европейский союз (European Top 100 Albums) | 27             | нет данных         |
| 1990 | Ирландия (Music & Media)                   | 2              | нет данных         |
| 1990 | Испания (PROMUSICAE)                       | 26             | нет данных         |
| 1990 | Нидерланды (Dutch Album Top 100)           | 76             | 7 недель           |
| 1990 | Новая Зеландия (RMNZ)                      | 36             | 1 неделя           |
| 1990 | Франция (SNEP)                             | 25             | 14 недель          |
| 1990 | Швеция (Sverigetopplistan)                 | 44             | 1 неделя           |
| 1990 | Япония (Oricon)                            | 32             | 10 недель          |
|      |                                            |                |                    |
| 2015 | Великобритания (UK Albums Chart)           | 96             | 1 неделя           |

| Год  | Чарт                    | Позиция |
| ---- | ----------------------- | ------- |
| 1990 | Австралия (ARIA Charts) | 77      |
|      |                         |         |
| 1991 | Австралия (ARIA Charts) | 52      |
| 1991 | Франция (SNEP           | 79      |

## Продажи и сертификации
| Страна         | Сертификат | Продажи   |
| -------------- | ---------- | --------- |
| Австралия      | Платиновый | 70 000[a] |
| Великобритания | Золотой    | 300 000   |
| Испания        | Золотой    | 50 000[a] |
| Япония         | —          | 67 000    |

Примечания
- ↑  означает, что данные о продажах основаны только на сертификации.